# Антибукер
 Антибукер  (рус. Антибукер) је била руска књижевна награда која је постојала између 1995. и 2001. године. Оснивач су новине Независимаја газета (рус. Независимая газета) а финансијер руски предузетник и власник Независимаје газете Борис Березовски (рус. Бори́с Абра́мович Березо́вский). Она је основана као изворно руска награда за разлику од Руске Букерове награде - Руски Букер (рус. Русский Букер). Награда је била оперативног карактера, додељивана је за радове у текућој годин и није ограничена само на прозу, већ је имала номинације за: поезију, драматургију, књижевну критику, мемоаре, есеје и историјско-документарну прозу.

## Историја
Руска књижевна награда Антибукер основана је крајем 1995. године и додељивала се сваке године за најбоља дела у области прозе, поезије, драматургије, књижевне критике и мемоара. Оснивачи, новине Независимаја газета и њихов власник Борис Березовски симболично су додељивали награде у износу један долар више од Руског Букера, односно 12 хиљада и један долар. Два су основна разлога за установљење ове награде. Књижевни критичари Независимаје газете годинама нису били задовољни избором жирија најпознатије Букерове награде (Руског Букера) у постсовјетској Русији. Постојао је утисак да се Букер не додељује за сама књижевна и естетска достигнућа, већ за дотадашње заслуге лауреата или, уопште, за њихову ванкњижевну делатност. Поред тога многи новинари, као и јавност, нису били задовољни страним (британским) пореклом Букерове награде (Руског Букера). Тако се изашло у сусрет захтевима да се установи чисто руска награда, која се додељује заиста најбољем (или једном од најбољих) писцу у земљи текуће године. У жири су бирани познати новинари, уредници, књижевни критичари, писци, издавачи и уметници. Председник жирија, без права гласа, био је главни уредник Независимаје газете. Први жири Антибукер награде састао се у кабинету ректора Московског књижевног института 18. децембра 1995. године и изгласао простом већином добитника прве награде, московског прозаисту Алексеја Варламова (рус. Алексею Варламов) за причу Рождење (рус. Рождение), објављену у часопису Нови мир (рус. Новый мир). Проглашење победника Антибукера обављено је на дан оснивања Независимаје газете, 21. децембра, што је од тада то постала традиција. Од 1996. године дотадашњој јединој категорији проза, додате су још две: поезија и драматургија. Тада је и свака од номинација добила своје руско име: проза – Братјев Карамазовах (рус. Братьев Карамазовых), поезија – Њезнакомка (рус. Незнакомка), драматургија – Три сестри (рус. Три сестры). Следећу номинацију 1997. године обележила је контроверзна одлука жирија о додели награде за прозу, филозофу и писцу Дмитрију Галковском (рус. Дмитрий Галковский) за књигу Бескоњечни тупик (рус. Бесконечный тупик) и скандалом који је уследио његовим одбијањем да прими награду. Исте године номинација за награду проширена је са још једном категоријом из области књижевних студија и књижевне критике, под именом Луч свјета (рус. Луч света). Од ове номинације следеће 1998. године одвојена је номинација за најбоље дело године из области публицистике (есеји, мемоари, историјско-документарна проза) под називом Четвортаја проза (рус. Четвертая проза). Главна награда за драматургију није додељена те године, већ такозвана „награда за охрабрење”, Максиму Курочкину (рус. Максим Курочкин). На гласању 1999. године за избор најбољег прозног дела, жири није успео да постигне консензус па је одлучио да не додели награду ниједном од дела која су ушла у ужи избор. Антибукер награде последњи пут су додељене у свих пет категорија 2000. године. Награда је практично престала да постоји 2001. године након одласка у емиграцију њеног спонзора Бориса Березовског.

## Жири
У жирију су били познати новинари, уредници, књижевни критичари и уметници, између осталих:
- Андреј Витаљевич Васиљевски (рус. Андре́й Вита́льевич Василе́вский), главни уредник књижевног часописа Нови мир (рус. Новый мир);
- Наталија Иванова (рус. Наталья Иванова), помоћник главног и одговорног уредник књижевног часописа Знамја (рус. Знамя);
- Андреј Волос (рус. Андрей Волос), писац награђен Антибукером 1998;
- Виктор Топоров (рус. Ви́ктор Леони́дович Топоро́в), књижевни критичар и преводилац;
- Јевгениј Рејн (рус. Евге́ний Бори́сович Рейн), песник;
- Наталија Трауберг (рус. Наталья Трауберг), преводилац;
- Александар Гуелман (рус. Алекса́ндр Исаа́кович Ге́льман), аутор многих совјетских позоришних комада;
- Ирина Купченко (рус. Ири́на Петро́вна Ку́пченко), Народна уметница СССР-а;
- Олег Табаков (рус. Оле́г Па́влович Табако́в), Народни уметник СССР-а, и др.

## Победници

### 2000
- Проза: Борис Акуњин (рус. Борис Акунин)[12]
- Поезија: Бахит Кенжијев (рус. Бахыт Кенжеев)[12]
- Драматургија: Васили Сигарјев (рус. Василий Сигарев)[12]
- Књижевне студије и критика: Јевгениј Јермољин (рус. Евгений Ермолин)[12]
- Есеји, мемоари, историјска и документарне проза: Алексеј Филипов (рус. Алексей Филиппов)[12]

### 1999
- Проза: главна награда није додељена[12]
- Поезија:  главна награда није додељена, већ већ такозвана „награда за охрабрење” Борису Рижију (рус. Борис Рыжий)[12]
- Драматургија: Евгениј Гришковјец (рус. Евгениј Гришковец)
- Књижевне студије и критика: Павел Басијнски (рус. Павел Басинский)[12]
- Есеји, мемоари, историјска и документарне проза: Александар Иванченко (рус. Александр Иванченко)[12]

### 1998
- Проза: Андреј Волос[12]
- Поезија: Максим Амељин (рус. Максим Амелин)[12]
- Драматургија: главна награда није додељена, већ такозвана „награда за охрабрење” Максиму Курочкину[12]
- Књижевне студије и критика: Ољег Давидов (рус. Олег Давыдов)[12]
- Есеји, мемоари, историјска и документарне проза: Ема Герштин (рус. Эмма Герштейн)[12]

### 1997
- Проза: Дмитриј Галковски (рус. Дмитриј Галковски), (одбио да прими награду)[8][9][12]
- Поезија: Тимур Кибиров (рус. Тимур Кибиров)[12]
- Драматургија: Ољег Богаев (рус. Олег Богаев)
- Књижевне студије и критика: Александар Голштин (рус. Александар Голштејн)[12]

### 1996
- Проза: Дмитриј Бакин (рус. Дмитрий Бакин)[12]
- Поезија: Сергеј Гандљевски[12]
- Драматургија: Иван Савељев (рус. Иван Савельев)[12]

### 1995
- Проза: Алексеја Варламов (рус. Алексею Варламов)[12]